# Frédéric Fouret
Frédéric Fouret (Thonon-les-Bains, 24 ottobre 1974) è un ex calciatore francese, di ruolo attaccante.

## Carriera

### Club
Gioca tutta la sua carriera in Francia, iniziando col Olympique Lione, col quale mette insieme 29 presenze in Ligue 1 e gioca anche nelle coppe europee, nel 1997-1998 in Coppa Intertoto e in Coppa UEFA con 1 presenza per competizione, vincendo l'Intertoto. Successivamente scende di categoria e gioca 207 partite in Ligue 2 con le maglie di Châteauroux, Nîmes, Nancy, Clermont Foot, Le Havre e Gueugnon e varie partite nelle leghe minori francesi.